# إستيرلينغ
استيرلينغ (بالإنجليزية: Stirling)‏ هي مدينة تقع في المملكة المتحدة في جيمس ستيرلنغ. يقدر عدد سكانها بـ 45,750 نسمة .

## المناخ
يظهر الجدول التالي التغييرات المناخية على مدار السنة لإستيرلينغ:
| البيانات المناخية لـإستيرلينغ     | البيانات المناخية لـإستيرلينغ | البيانات المناخية لـإستيرلينغ | البيانات المناخية لـإستيرلينغ | البيانات المناخية لـإستيرلينغ | البيانات المناخية لـإستيرلينغ | البيانات المناخية لـإستيرلينغ | البيانات المناخية لـإستيرلينغ | البيانات المناخية لـإستيرلينغ | البيانات المناخية لـإستيرلينغ | البيانات المناخية لـإستيرلينغ | البيانات المناخية لـإستيرلينغ | البيانات المناخية لـإستيرلينغ | البيانات المناخية لـإستيرلينغ |
| الشهر                             | يناير                         | فبراير                        | مارس                          | أبريل                         | مايو                          | يونيو                         | يوليو                         | أغسطس                         | سبتمبر                        | أكتوبر                        | نوفمبر                        | ديسمبر                        | المعدل السنوي                 |
| --------------------------------- | ----------------------------- | ----------------------------- | ----------------------------- | ----------------------------- | ----------------------------- | ----------------------------- | ----------------------------- | ----------------------------- | ----------------------------- | ----------------------------- | ----------------------------- | ----------------------------- | ----------------------------- |
| الدرجة القصوى °م (°ف)             | 13.6 (56.5)                   | 15.5 (59.9)                   | 17.1 (62.8)                   | 21.1 (70.0)                   | 27.8 (82.0)                   | 32.3 (90.1)                   | 29.0 (84.2)                   | 24.9 (76.8)                   | 23.8 (74.8)                   | 19.7 (67.5)                   | 15.7 (60.3)                   | 14.5 (58.1)                   | 32.3 (90.1)                   |
| متوسط درجة الحرارة الكبرى °م (°ف) | 7.1 (44.8)                    | 7.6 (45.7)                    | 9.6 (49.3)                    | 11.9 (53.4)                   | 15.3 (59.5)                   | 17.8 (64.0)                   | 19.7 (67.5)                   | 19.4 (66.9)                   | 16.7 (62.1)                   | 13.2 (55.8)                   | 9.7 (49.5)                    | 7.1 (44.8)                    | 12.9 (55.2)                   |
| متوسط درجة الحرارة الصغرى °م (°ف) | 1.0 (33.8)                    | 1.6 (34.9)                    | 2.7 (36.9)                    | 4.1 (39.4)                    | 6.7 (44.1)                    | 9.5 (49.1)                    | 11.3 (52.3)                   | 11.0 (51.8)                   | 8.7 (47.7)                    | 6.1 (43.0)                    | 3.3 (37.9)                    | 0.8 (33.4)                    | 5.6 (42.1)                    |
| أدنى درجة حرارة °م (°ف)           | −11.1 (12.0)                  | −7.6 (18.3)                   | −5.8 (21.6)                   | −3.9 (25.0)                   | −1.7 (28.9)                   | 3.6 (38.5)                    | 5.0 (41.0)                    | 3.8 (38.8)                    | 1.0 (33.8)                    | −2.8 (27.0)                   | −6.6 (20.1)                   | −15.6 (3.9)                   | −15.6 (3.9)                   |
| معدل هطول الأمطار مم (إنش)        | 128.8 (5.07)                  | 88.4 (3.48)                   | 86.5 (3.41)                   | 49.2 (1.94)                   | 57.6 (2.27)                   | 61.9 (2.44)                   | 63.8 (2.51)                   | 72.4 (2.85)                   | 90.6 (3.57)                   | 113.7 (4.48)                  | 106.9 (4.21)                  | 99.2 (3.91)                   | 1٬018٫9 (40.11)               |
| متوسط الأيام الممطرة (≥ 1 mm)     | 16.7                          | 12.1                          | 13.6                          | 9.5                           | 10.2                          | 8.9                           | 10.7                          | 11.4                          | 11.9                          | 14.2                          | 14.2                          | 13.9                          | 147.4                         |
| ساعات سطوع الشمس الشهرية          | 40.6                          | 66.5                          | 98.5                          | 132.7                         | 175.3                         | 166.4                         | 157.9                         | 153.4                         | 119.1                         | 82.9                          | 54.9                          | 32.2                          | 1٬280٫4                       |
| المصدر #1: MetOffice              |                               |                               |                               |                               |                               |                               |                               |                               |                               |                               |                               |                               |                               |
| المصدر #2:                        |                               |                               |                               |                               |                               |                               |                               |                               |                               |                               |                               |                               |                               |

## أعلام
- غاري كالدويل
- فيلي غاردينر
- أندي بلاك
- بيلي بريمنير
- دونكان فيرغسون